# Japoński system adresowy

Znak poczty

Japoński system adresowy (jap. 住居表示 jūkyo-hyōji) – system służący identyfikacji miejsc w Japonii. Japońskie adresy są zapisywane odwrotnie niż na Zachodzie, czyli rozpoczynają się od największej jednostki geograficznej i są stopniowo uszczegóławiane.

## Części adresu

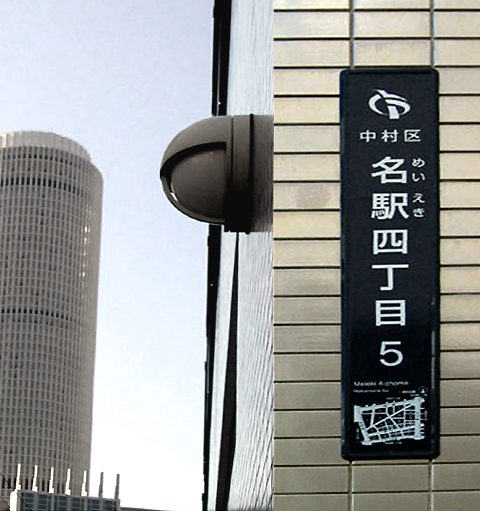
Tablica adresowa kwartału (街区表示板, gaiku-hyōjiban) dla adresu w Nagoi: Nakamura-ku, Meieki 4-chōme, 5-banchi (u dołu mapka)

Japoński adres rozpoczyna się od kodu pocztowego (siedem cyfr), a następnie największej jednostki podziału administracyjnego, czyli prefektury. Są one nazywane ken (県), z wyjątkiem czterech specjalnych typów prefektur (jednostek administracyjnych): to (都) dla Tokio, dō (道) dla Hokkaido i fu (府) dla prefektur miejskich Osaki i Kioto.
Po prefekturze wymienia się miejscowość. Dla dużych miejscowości jest to miasto (shi, 市). W granicach tokijskiej prefektury metropolitalnej mieszczą się: duże miasta (shi, 市, ang. city), mniejsze miasta (machi, 町, ang. town) i dzielnice (ku, 区, ang. special wards), które posiadają status miasta. W przypadku małych miejscowości przed ich nazwą w adresie zawarta jest nazwa powiatu (gun, 郡), po którym zamieszcza się nazwę miejscowości (chō lub machi, 町) lub wioski (mura lub son, 村).
Następnym elementem adresu jest lokalizacja w ramach miejscowości. Wiele miast posiada dzielnice (ku, 区), które mogą z kolei składać się z machi lub chō (町). Miasta mogą mieć mniejsze części z nazwami takimi jak chō, a wioski: ō-aza (大字) lub aza (字), albo nawet jeszcze mniejsze, określane nazwą ko-aza (小字).
Ostatnie trzy części adresu to: dzielnica, rejon miejski (chōme 丁目), nr kwartału (banchi 番地) i domu (gō 号). Numery chōme i banchi są zazwyczaj przyznawane w zależności od oddalenia od centrum miejscowości. Numery gō są zwykle przyznawane w ramach kwartału (banchi) zgodnie z kierunkiem wskazówek zegara. Ponieważ zawsze są to numery, najczęściej zapisuje się je jako jeden ciąg, na przykład 1-2-3, zaczynając od chōme i kończąc na gō. W przypadku bloków mieszkalnych w miastach jako czwarty element może pojawić się numer mieszkania. Ten trzyczęściowy system jest stosunkowo nowy i na niektórych obszarach nie został jeszcze całkowicie wdrożony, szczególnie w starszych częściach miast i na słabo zaludnionych obszarach wiejskich. Po machi lub aza wpisuje się tam jedynie banchi.
Nazwy ulic są rzadko wykorzystywane w adresach (z wyjątkiem Kioto i niektórych miast na Hokkaido, na przykład Sapporo), a większość ulic w Japonii nie ma nazw. Bloki (kwartały) banchi często mają nieregularne kształty. Ponieważ numery banchi były przydzielane w kolejności ich rejestracji w starym systemie, często nie następują one we właściwym porządku, szczególnie w starszych częściach miast. Z tej przyczyny udzielając wskazówek większość ludzi podaje informacje o skrzyżowaniach, charakterystycznych punktach miasta i stacjach metra, na przykład „przy Chūō-dōri i Matsuya-dōri, naprzeciwko domu handlowego Matsuya i stacji Ginza” w przypadku sklepu w Tokio. W praktyce wiele firm umieszcza mapy na swoich materiałach i wizytówkach. Dodatkowo, znaki umieszczone na słupach często określają nazwę okręgu miejskiego i numer kwartału, a szczegółowe mapy najbliższej okolicy można czasem spotkać w pobliżu przystanków autobusowych i przy wyjściach ze stacji kolejowych.
Jako dodatek do właściwego adresu wszystkie miejsca w Japonii posiadają swój kod pocztowy. Po reformie w 1998 roku kod zaczyna się od symbolu poczty 〒, po którym umieszcza się 3 cyfry, dywiz i 4 pozostałe cyfry (np. 〒123-4567).

## Zapis adresu
W języku japońskim adres zapisuje się od największej jednostki do najmniejszej, z nazwiskiem adresata na końcu. Przykładowo, adres Centralnego Urzędu Pocztowego w Tokio wygląda następująco:
〒100-8994
東京都千代田区丸の内二丁目7番2号
東京中央郵便局
〒100-8994
 Tōkyō-to Chiyoda-ku Marunouchi ni-chōme nana-ban ni-gō
 Tōkyō Chūō Yūbin-kyoku
lub
〒100-8994
 東京都千代田区丸の内2-7-2
 東京中央郵便局
Kolejność jest odwracana w przypadku zapisu łacińskim pismem (rōmaji), co ma na celu dostosowanie się do konwencji zachodniej. Format polecany przez pocztę japońską wygląda następująco:
Tokyo Central Post Office
7-2, Marunouchi 2-Chome,
Chiyoda-ku, Tokyo 100-8994
W tym adresie: 
- Tokio to prefektura;
- Chiyoda-ku to jeden ze specjalnych okręgów (dzielnic);
- Marunouchi 2-chōme to nazwa części Marunouchi, rejonu miasta;
- 7-2 to numery kwartału i budynku.

W praktyce często minimalizuje się zapis chōme, upraszczając zapis:
Tokyo Central Post Office
2-7-2 Marunouchi, Chiyoda-ku
Tokyo 100-8994.

## Przypadki szczególne

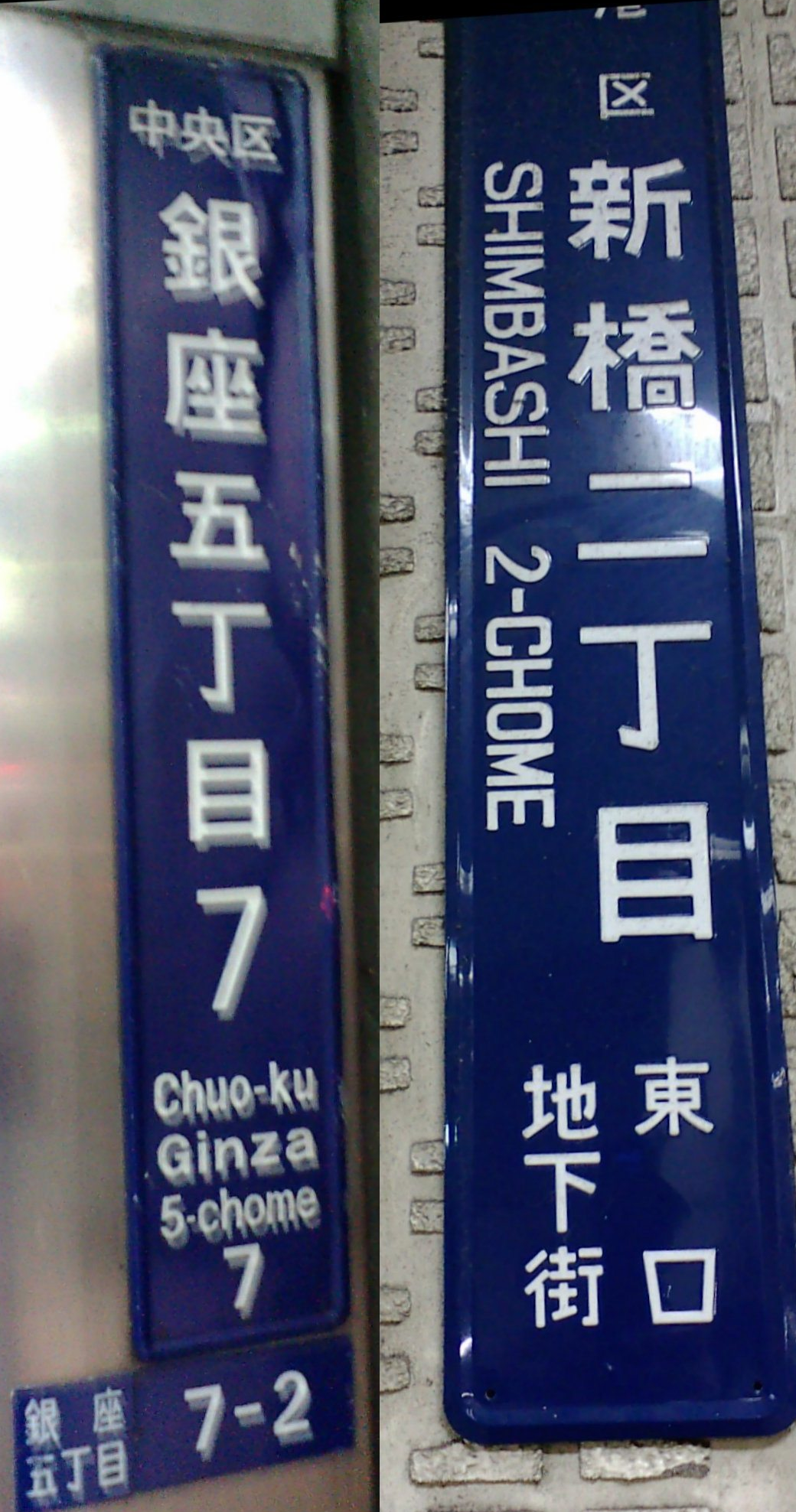
Dwie tablice adresowe w Tokio

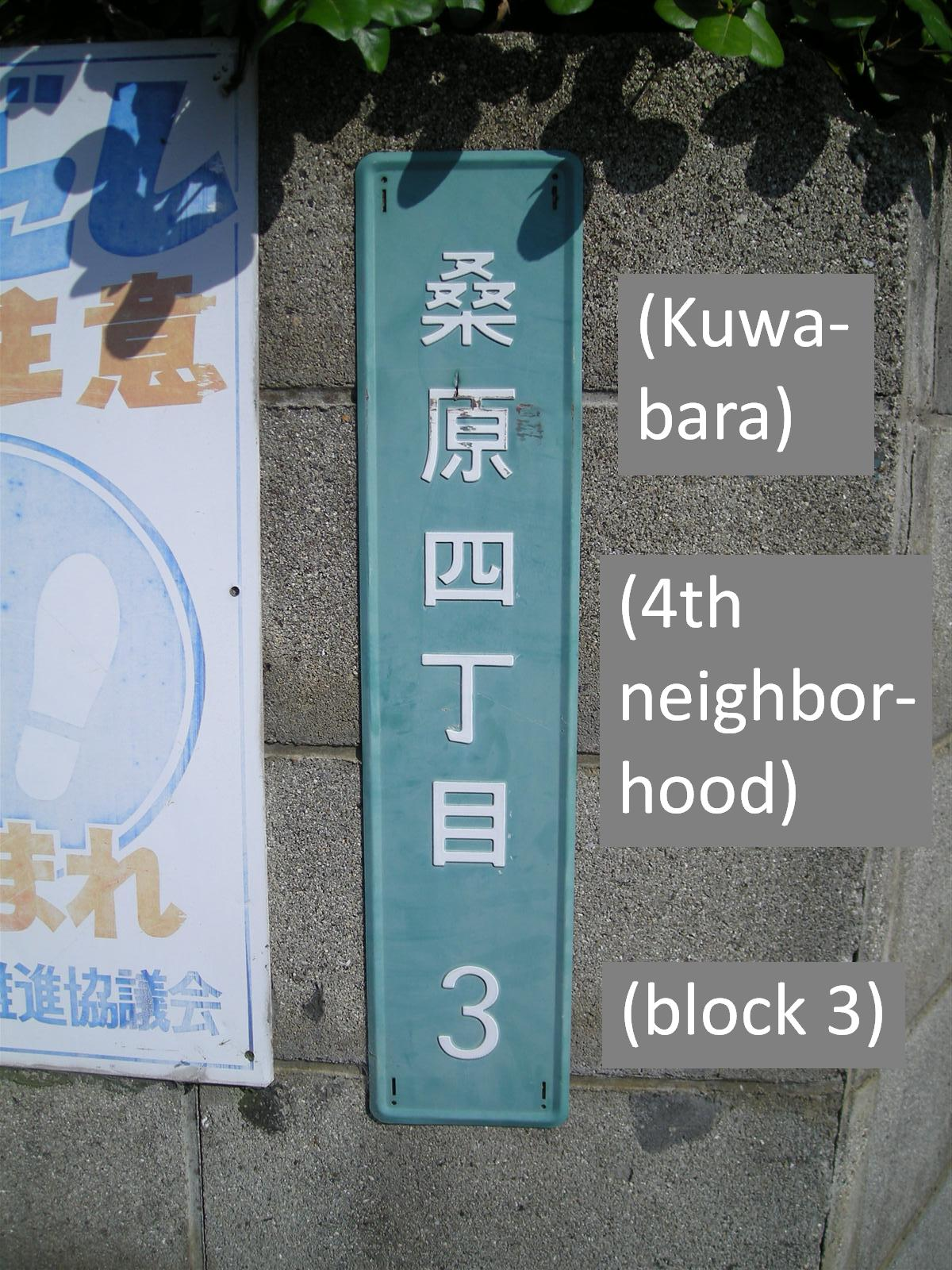
Tablica adresowa starszego typu w dzielnicy Kuwabara miasta Matsuyama. Adres tego kwartału w języku japońskim: 桑原４丁目3 (Kuwabara 4-chōme, 3) z opisem wyjaśniającym w języku angielskim)

Jak zaznaczono powyżej, niektóre części Japonii używają odmiennego systemu adresowego. Niekiedy różnice zostały włączone do oficjalnego systemu, na przykład w Sapporo, podczas gdy w Kioto odmienny system jest używany równolegle do oficjalnego.

### Kioto
Oficjalny system adresowy jest używany w Kioto, ale bywa niejednoznaczny ze względu na to, że chō są bardzo małe, liczne i często w dzielnicy występuje więcej niż jedno chō o tej samej nazwie. W efekcie większość mieszkańców Kioto używa nieoficjalnego systemu opartego o nazwy ulic, który jest uznawany przez pocztę.
System polega na wskazaniu skrzyżowania dwóch ulic i określeniu, w którym kierunku od niego znajduje się dany adres (上ルagaru – północ; 下ルsagaru – południe; 東入ルhigashi-iru – wschód; 西入ルnishi-iru – zachód). Oznacza to, że budynek może mieć więcej niż jeden adres, w zależności od wybranego skrzyżowania.
Oficjalny adres Kyoto Tower:
〒600-8216
京都府京都市下京区東塩小路721-1
Higashi-Shiokōji 721-1, Shimogyō-ku, Kyōto-shi, Kyōto-fu 600-8216
Jednocześnie na oficjalnej stronie znajduje się adres nieformalny:
〒600-8216
京都府京都市下京区烏丸七条下ル
Karasuma-Shichijō-sagaru, Shimogyō-ku, Kyōto-shi, Kyōto-fu
Ten adres oznacza: "na południe od skrzyżowania ulic Karasuma i Shichijō".
Elastyczność systemu pozwala na inne opcje, na przykład:
京都府京都市下京区烏丸塩小路上ル
Karasuma-Shiokōji-agaru, Shimogyō-ku, Kyōto-shi, Kyōto-fu
"na północ od skrzyżowania ulic Karasuma i Shiokōji"
W przypadku mniej znanych budynków oficjalny adres jest często podawany po nieformalnym, jak w poniższym adresie restauracji Shinatora Ramen:
京都府京都市下京区烏丸通五条下ル大坂町384
Ōsakachō 384, Karasuma-dōri-Gojō-sagaru, Shimogyō-ku, Kyōto-shi, Kyōto-fu
"Ōsakachō 384, na południe od skrzyżowania ulic Karasuma i Gojō"

### Sapporo
System w Sapporo, chociaż jest oficjalny, ma inną strukturę od zwykłego japońskiego adresu. Miasto jest podzielone w centrum na kwadraty przez dwie drogi. Kwartały są nazywane zgodnie z ich położeniem w stosunku do tego punktu. Kierunek wschód-zachód jest określany przez chōme (wykorzystanie chōme jest nieco inne niż w pozostałych miastach), a kierunek północ-południe jest określany przez jō, które zostało włączone do nazwy chō.
Adres Sapporo JR Tower wygląda następująco:
北海道札幌市中央区北五条西2-5
Kita-5-jō-Nishi 2-5, Chūō-ku, Sapporo-shi, Hokkaidō
Powyższy adres oznacza, że chodzi o piąty budynek w kwartale mieszczącym się 5 kwartałów na północ i 2 na zachód od centrum.
Chociaż ulice w Sapporo tworzą stosunkowo regularną siatkę, poza centrum miasta odnoszenie się do oryginalnego punktu centralnego siatki staje się coraz mniej praktyczne. W takich przypadkach wybiera się arbitralnie inny punkt, od którego zaczyna się liczenie chōme i jō.

### Prefektura Ishikawa
Niektóre miasta w prefekturze Ishikawa, w tym Kanazawa i Nanao, używają czasem oznaczeń w sylabicznym zapisie katakaną w porządku iroha zamiast numerów kwartałów. Ta część zapisu jest określana jako bu (部).
Przykładowo, adres Kagaya Hotel w Nanao wygląda następująco:
〒926-0192
石川県七尾市和倉町ヨ80
Wakuramachi yo 80, Nanao-shi, Ishikawa-ken 926-0192 

## Historia
Obecny system adresowy został stworzony po II wojnie światowej jako niewielka modyfikacja schematu używanego od okresu Meiji.
Z powodów historycznych często występują konflikty w nazewnictwie. Na Hokkaido wiele miejsc ma takie same nazwy, jak w innych regionach. Podstawowym powodem jest fakt, że Hokkaido zostało zasiedlone przez imigrantów z innych wysp Japonii. Historycy wskazują też na podobieństwa nazw między miejscowościami w Kansai oraz w północnej części wyspy Kiusiu.